# 囁きは"Crescendo"
「囁きは"Crescendo"」（ささやきはクレッシェンド）は、牧野由依の楽曲。こだまさおりが作詞、川田瑠夏が作曲を手掛けた。牧野の11枚目のシングルとして2014年8月20日にImperial Recordsから発売された。

## 音楽性
本曲は、テレビアニメ『フランチェスカ』のエンディングテーマに起用された、女性の恋愛を扱ったアッパーチューン的な曲。
同アニメの舞台が北海道であるため、同地を意識した化粧品のCMを彷彿とさせる内容にしようと考えたという。そのため川田に作曲を依頼する際彼女が地元出身だったため、牧野の提案に応えたメロディに仕上げたという。なお牧野は同アニメで主人公であるフランチェスカを演じているため、キャラクターソングのようにならないよう演じたキャラクターからは距離を置いたという。
音楽雑誌『リスアニ!』の山中貴幸は、「牧野の囁くような甘い歌声は、高低と緩急を自在に使い分けながら、淡い恋心がだんだんと強くなる過程を描き出す。」と評した。
シングルにDVDは同梱されていないものの、YouTubeではPVが公開されている。森林で歌ったりカメラを手に取る内容になっている。なお撮影時には自身の作品としては初めてクレーンを使ったことを明かしている。

## シングルリリース
2014年8月20日にImperial Recordsから発売された。牧野のシングルとしては前作「お願いジュンブライト」以来約3年ぶり、インペリアルレコード移籍第1弾のリリースとなる。
販売形態は7thシングル「スピラーレ」以来となる通常盤（TECI-349）のみのリリースとなっている。ポップ、クラシック、果ては作詞や演奏まで行ったためこうした様々な分野への挑戦がミニルバムと同質であることを明かしている。
2曲目「ハチガツノソラ」は、念願であった市川淳が作曲を手掛けたが、良いフレーズがなかなか思い浮かばないず徹夜での作業が続いたという。そのため「今の自分」をテーマに選んで状況を打開したという。
3曲目「今日も1日大好きでした。」は、pal@pop feat. 初音ミクのカバー曲。牧野は同楽曲でコーラスとして参加していたことからコンサートのレパートリーとして既に浸透しており、ファンの要望もあって音源化が実現した。牧野曰く「温もり」を感じさせるため楽器を少なくしたうえで牧野自身もピアノを弾いたという。

## シングル収録内容
| #         | タイトル                              | 作詞         | 作曲      | 編曲      | 時間  |
| --------- | ------------------------------------- | ------------ | --------- | --------- | ----- |
| 1.        | 「囁きは"Crescendo"」                 | こだまさおり | 川田瑠夏  | 川田瑠夏  | 3:41  |
| 2.        | 「ハチガツノソラ」                    | 牧野由依     | 市川淳    | 市川淳    | 4:45  |
| 3.        | 「今日も1日大好きでした。」           | pal@pop      | pal@pop   | pal@pop   | 5:03  |
| 4.        | 「囁きは"Crescendo"（instrumental）」 |              |           |           | 3:40  |
| 5.        | 「ハチガツノソラ（instrumental）」    |              |           |           | 4:43  |
| 合計時間: | 合計時間:                             | 合計時間:    | 合計時間: | 合計時間: | 21:53 |

## チャート
| チャート（2014年）                | 最高位 |
| --------------------------------- | ------ |
| オリコン                          | 73     |
| Billboard JAPAN Hot Singles Sales | 70     |